# Ónok

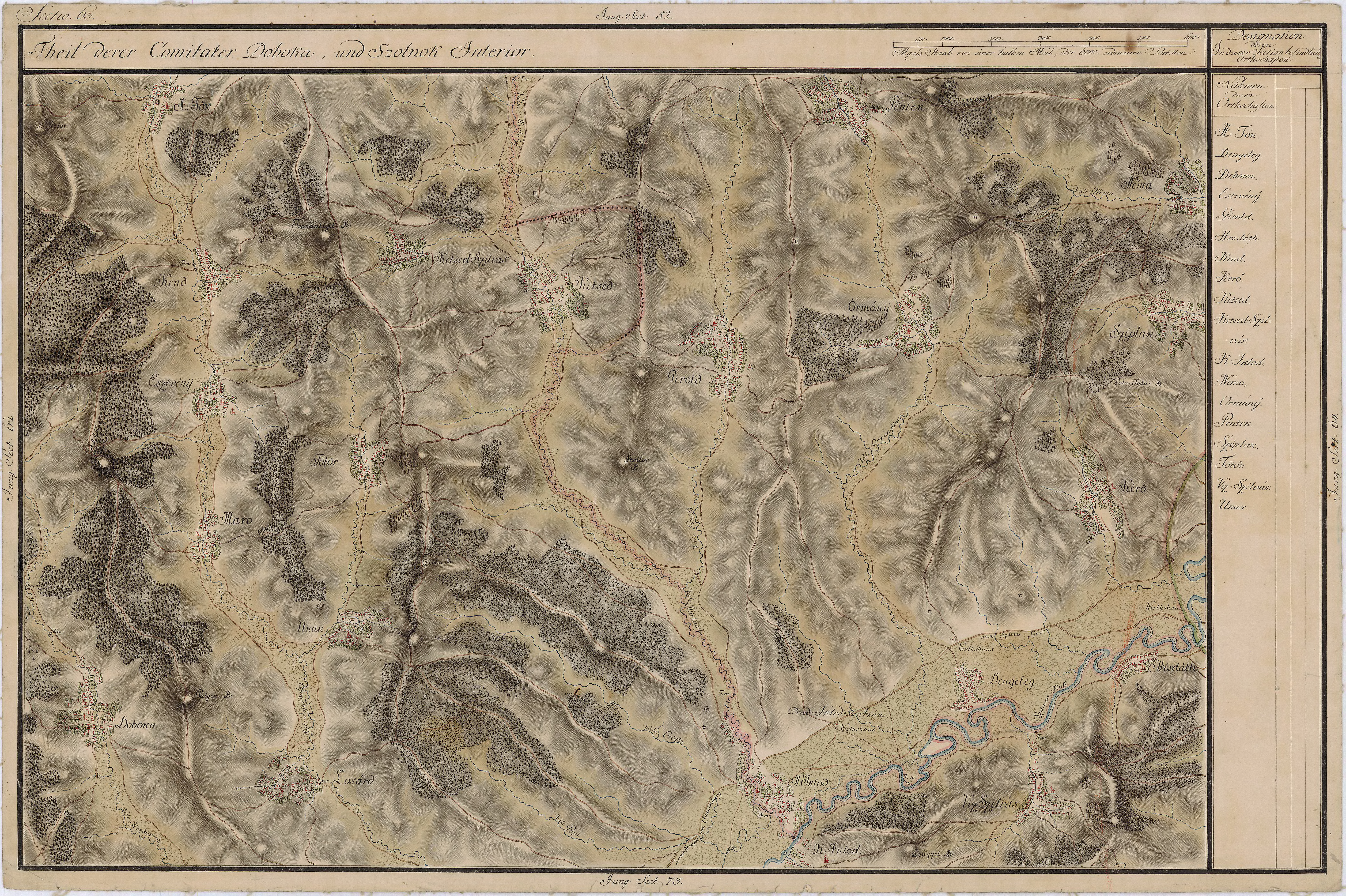
Olnok egy régi térképen

Ónok románul: Bârlea, falu Romániában, Kolozs megyében.

## Fekvése
Dobokától északra, a Lozsárd völgyében fekvő település.

## Története
Ónok nevét 1317-ben említette először oklevél Onuk néven. Ekkor István fiai Ágoston, János és Pethő voltak a település birtokosai, majd elkobzás után Károly Róbert király a Kökényesrénold nemzetségből való Mykud bán fia Miklós dobokai comesnek adta (Gy 2: 83). Későbbi névváltozatai: 1587-ben Olnok, 1733-ban Onak. 1808-ban Onak vel Unok h., Unokul val, 1861-ben Onak, Birle, 1888-ban Onok (Búrla, Birle), 1913-ban Ónok.
1439-ben Olnoki Illés deák mások nevében is ellentmondott Kusalyi Jakcsok birtokbaiktatásának. 1496-ban még mindig az Olnoki Herczeg család birtoka. 1497-ben Ulászló király Olnokot, az örökös nélküli Herczeg Pál birtokrészét Temesseli Désy Imrének, Jánosnak és Mihálynak adományozta, kiket abba ellentmondás nélkül be is iktattak.
1537-ben Olnoki Herczeg László és neje Radó Anna egész Olnokot, gyerőmonostori telekért, Bánffy Lászlónak, Miklósnak és Mihálynak cserébe adta. 1538-ban néhai Bodoni Pósa István Olnoki Herczeg János leányától Magdolnától származó fiai: György és Ambrus magukat egész Olnok birtokába beiktatták, amelyet még Herczeg János fia László ajándékozott nekik és arra királyi beleegyezést is nyertek, de az iktatásnak Bánffy Miklós ellentmondott. Perre kerülve a dolog, Olnokot János király a Pósáknak itélte oda. 1563-ban birtokosai: Pósa, másként Drági Kristóf és Parlaghi Péter, kinek II. János király Olnokot és Szilberekaj, Gyerőkút földeket és Eszék rétet Pósa István magvaszakadtával adományozta oda.
1630-ban Pósa Zsófia itteni jogáról Cseffey László javára lemondott. 1662-ben Apafi Mihály e birtokot, melyet Cseffey László magvaszakadtával az utóbb hűtlenségbe esett Ébeni István foglalt el, most Belényesi Ferencnek és nejének Putnoki Erzsébetnek adományozta.
1837-ben birtokosai: Eszterházy és Teleki grófok, a Szabó család s több kisbirtokú nemes.
A trianoni békeszerződés előtt Szolnok-Doboka vármegye Szamosújvári járásához tartozott.
1910-ben 493 lakosából 22 német, 466 román volt. Ebből 464 görögkatolikus, 7 református, 22 izraelita volt.

## Galéria

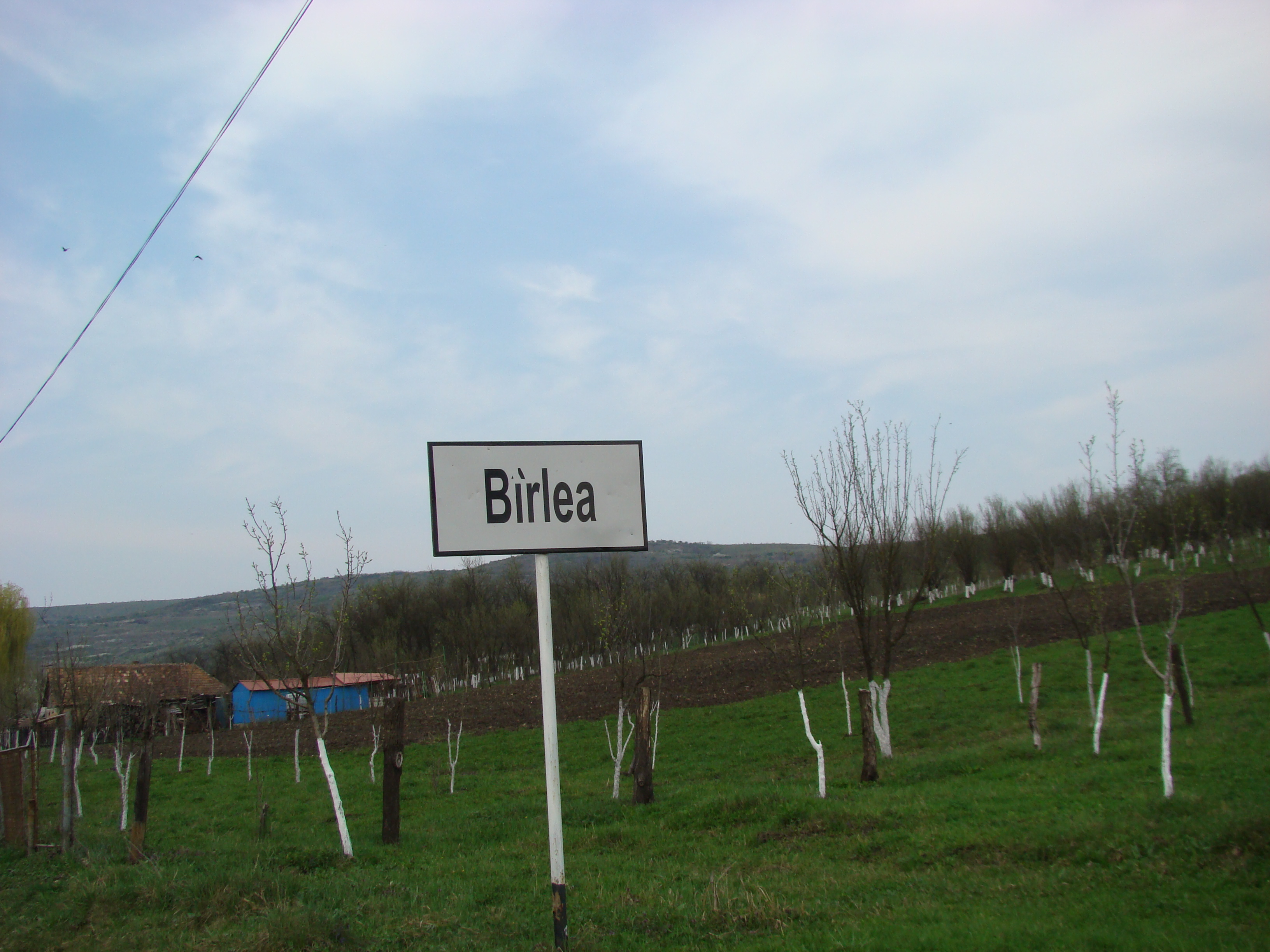
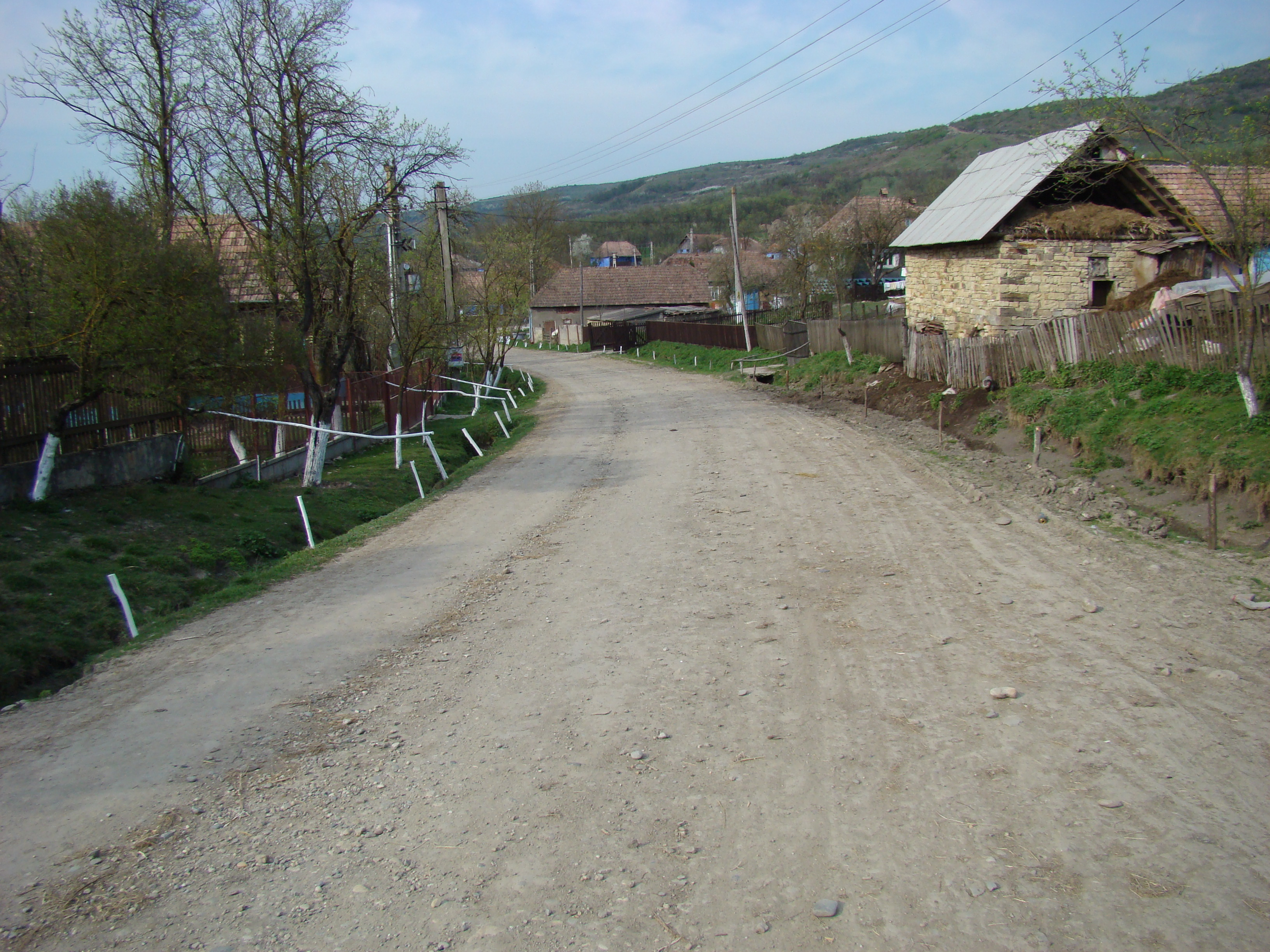
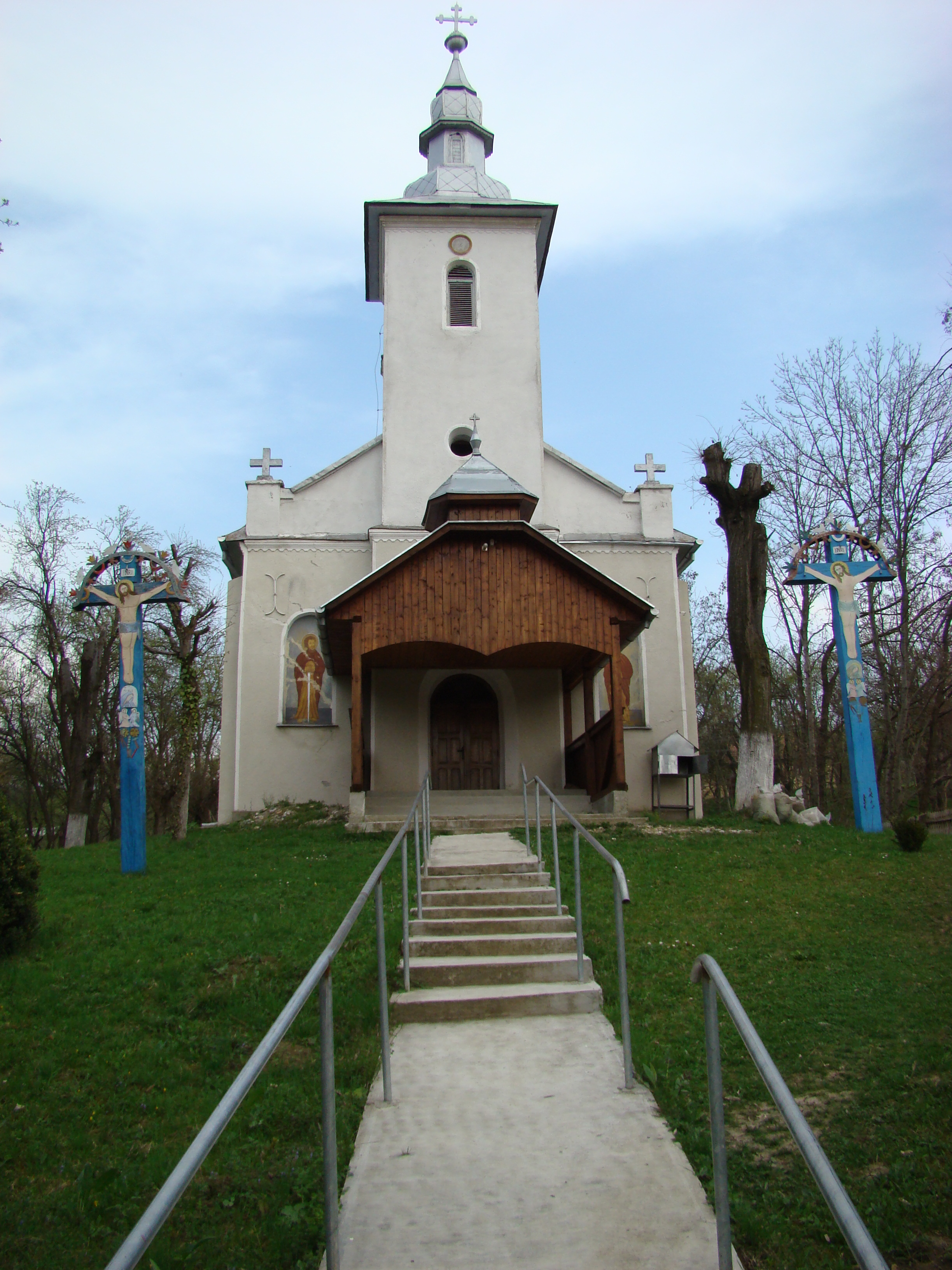
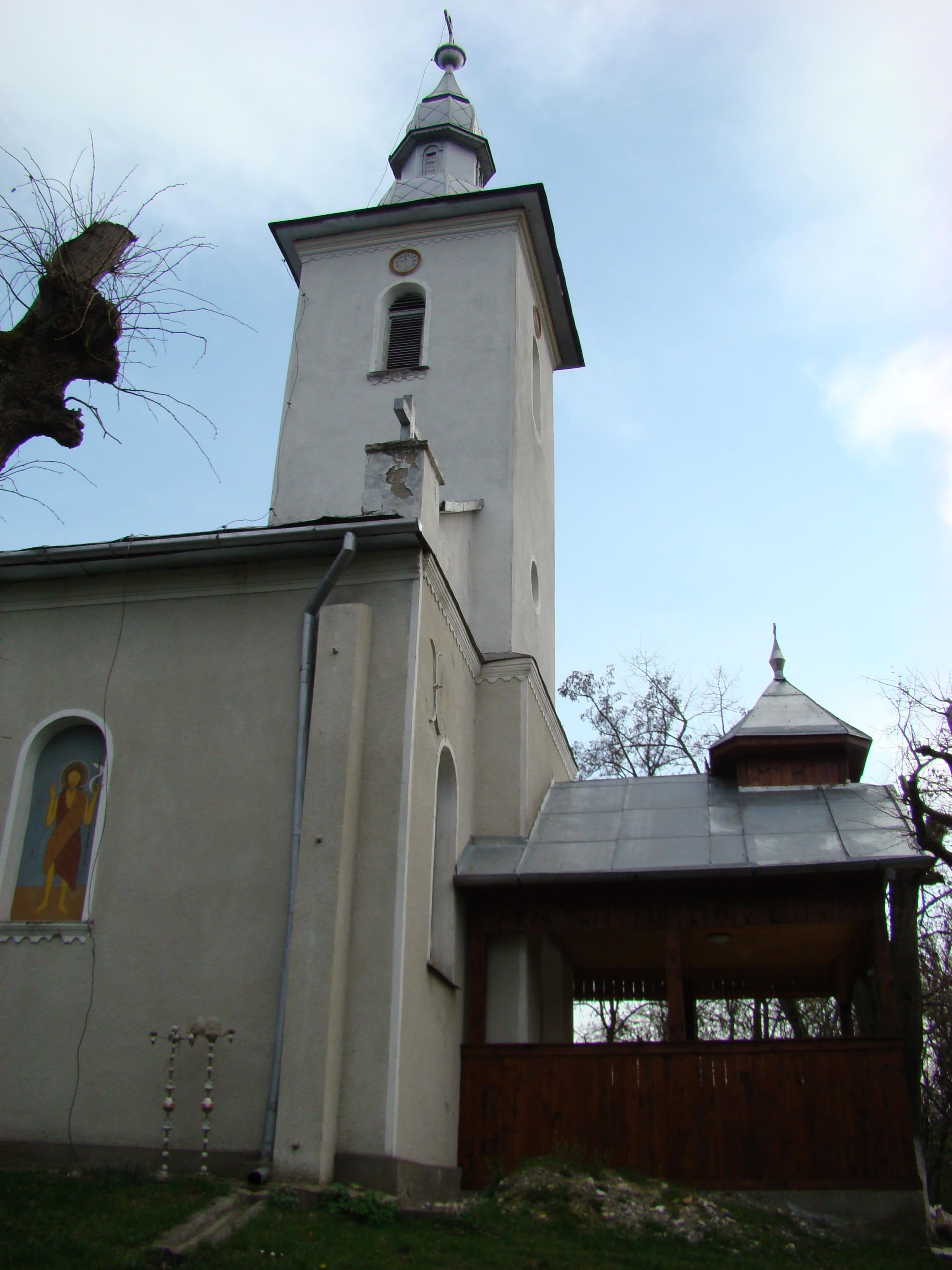
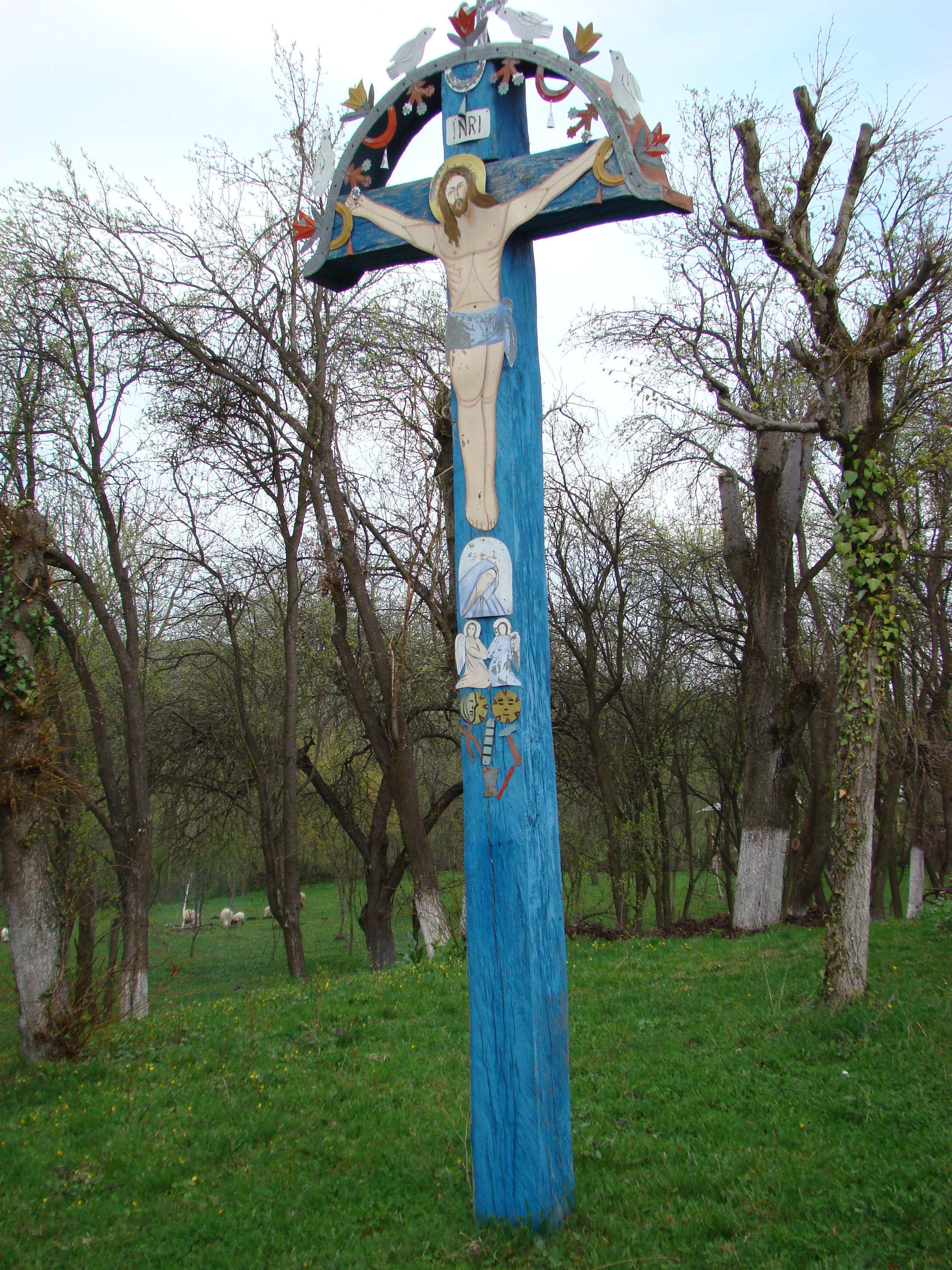
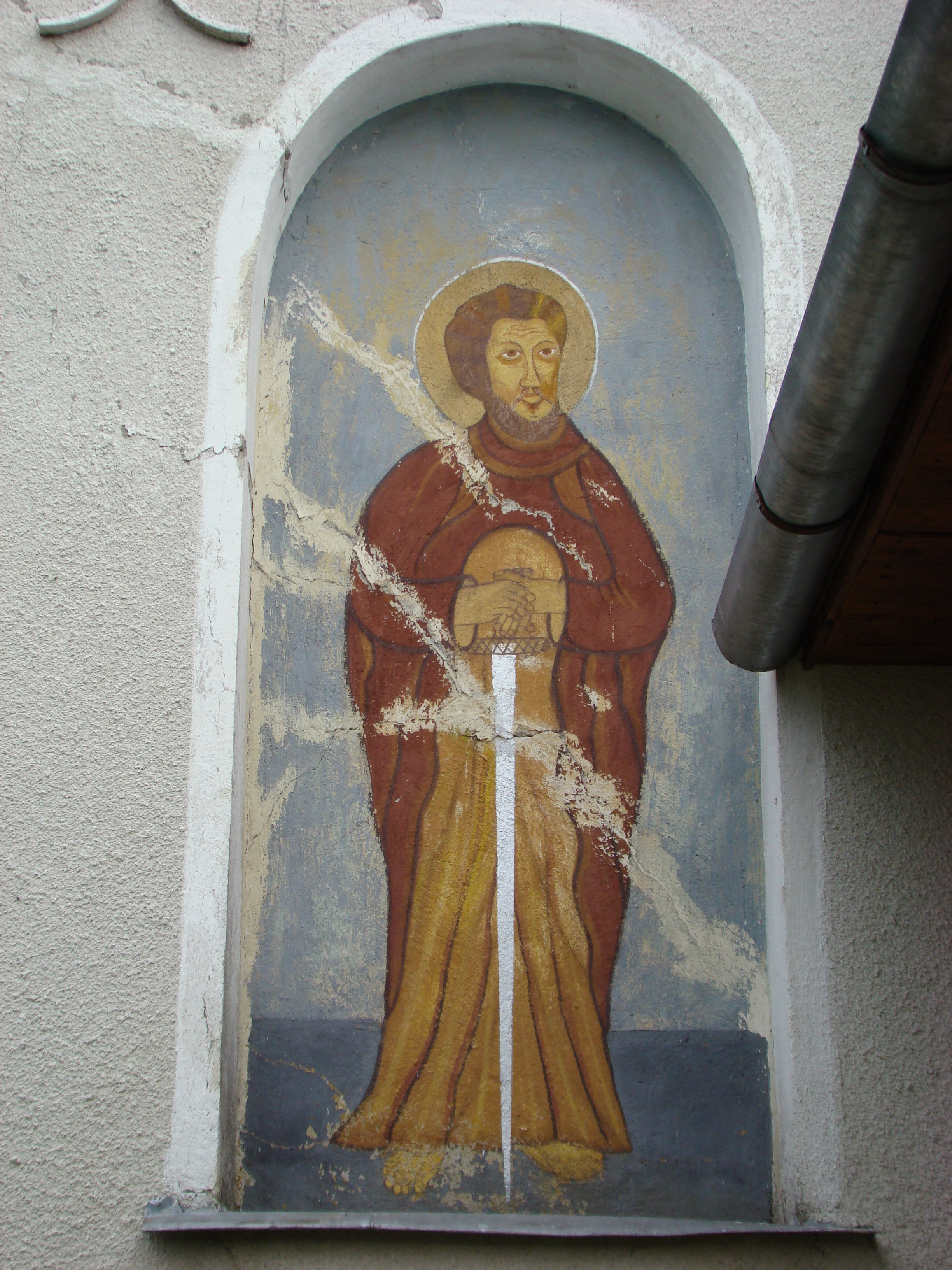
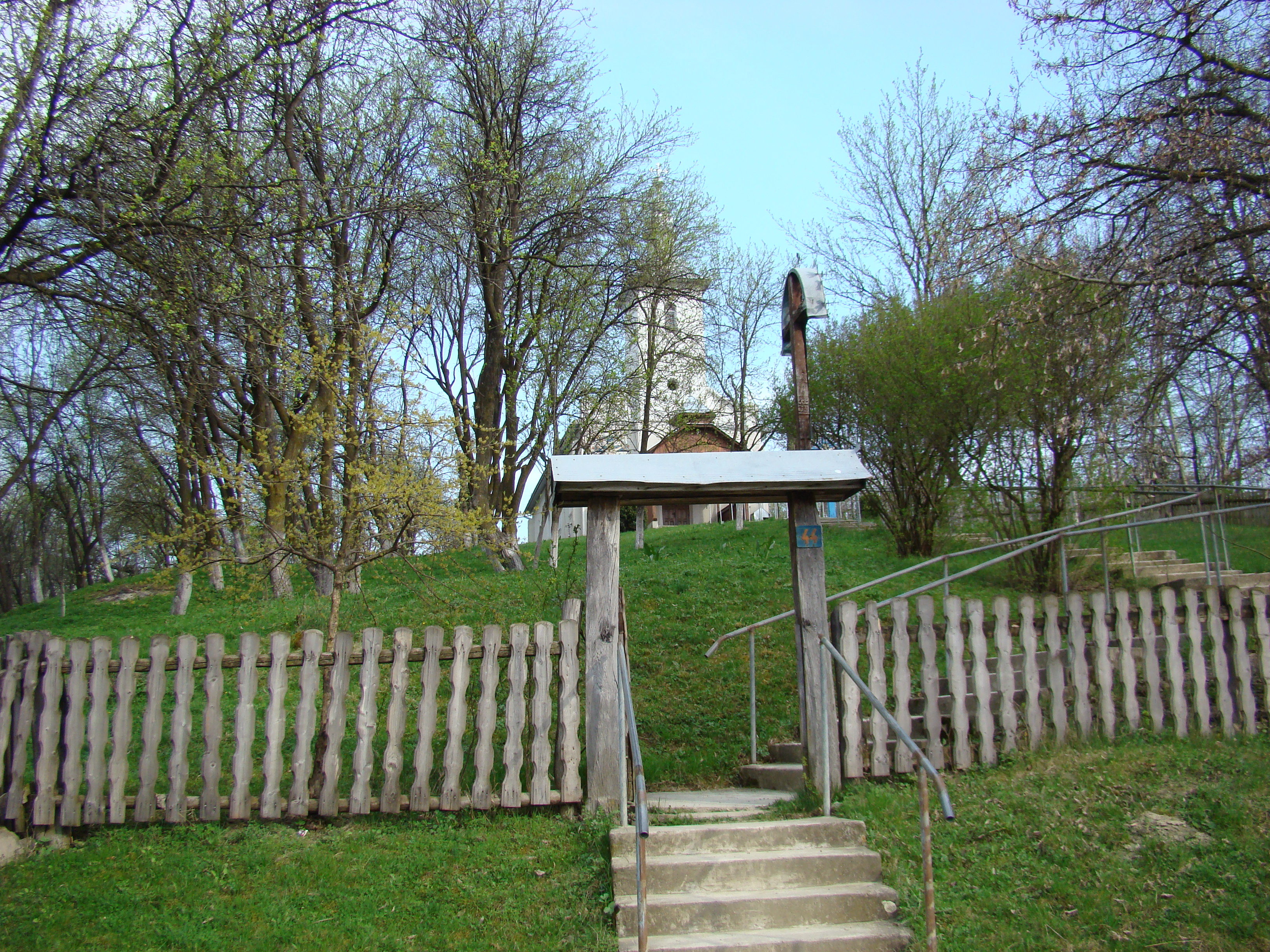
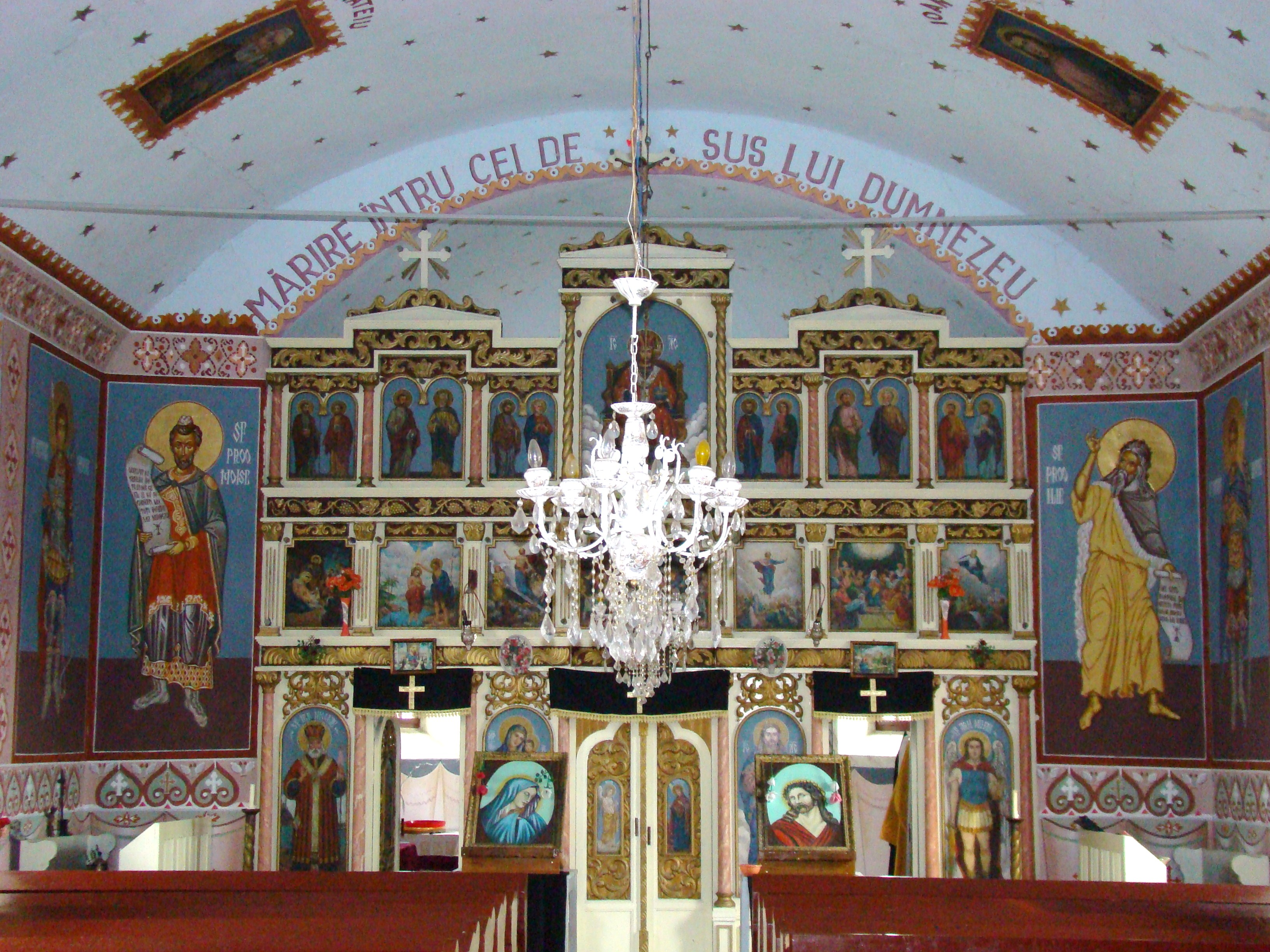